# پسی¹ قنطورس
پسی¹ قنطورس یک ستاره است که در صورت فلکی قنطورس قرار دارد.